# شوگو شیوزاوا
شوگو شیوزاوا (انگلیسی: Shogo Shiozawa؛ زادهٔ ۹ سپتامبر ۱۹۸۲) بازیکن فوتبال اهل ژاپن است.
از باشگاه‌هایی که در آن بازی کرده‌است می‌توان به باشگاه فوتبال ماتسوموتو یاماگا اشاره کرد.